# Onicomatricoma
El onicomatricoma es un tumor benigno que se origina en la matriz de la uña.

## Historia
La primera descripción fue realizada por Baran y Kinten en el año 1992 que lo denominaron onicomatrixoma. En el año 1995 Hanek lo definió como onicomatricoma, nombre con el que actualmente es más conocido.

## Presentación
Se manifiesta por un engrosamiento y decoloraciones amarillenta longitudinal de la uña. Puede acompañarse de hemorragia en astilla en la porción proximal de la uña.

## Clasificación
Pueden dividirse en dos variedades:
- Fibromas unguioblásticos. En ellos predomina el componente epitelial.
- Uniguioblastomas. Predomina el estroma.

## Diagnóstico diferencial
Debe diferenciarse de otras causas de distrofia de la uña, como infecciones por hongos (onicomicosis) y otros tumores que afectan a la uña, por ejemplo el onicopapiloma.

## Tratamiento
El tratamiento recomendado es la cirugía, con eliminación del tumor y su análisis microscópico posterior por un médico especializado en anatomía patológica.